# Grindhouse (genere artistico)

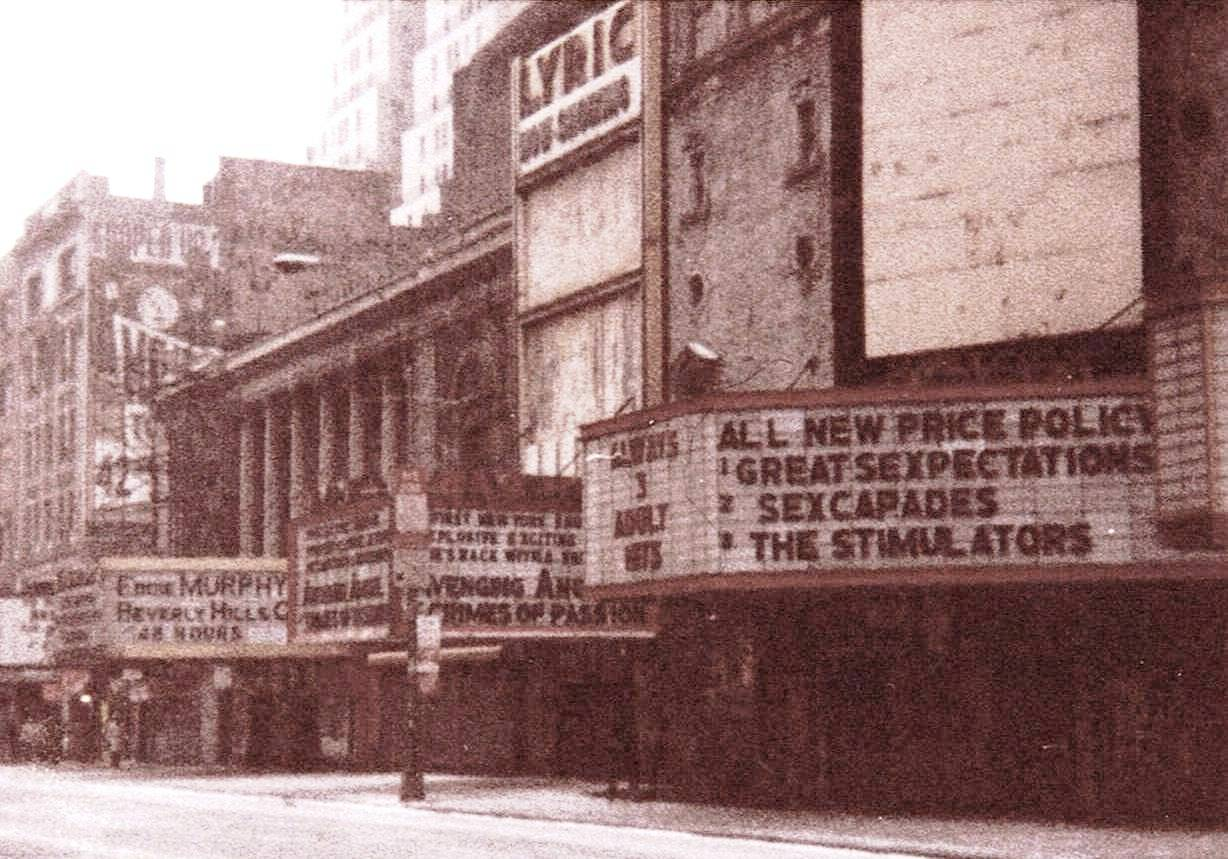
Il Lyric Theatre, una delle molte grindhouse dell'epoca, presso la Quarantaduesima strada, a Times Square, nel 1985

Grindhouse è un termine di origine statunitense che indica una sala cinematografica con programmazione principalmente dedicata a film a basso costo horror, splatter ed exploitation rivolti ad un pubblico adulto. Secondo lo storico David Curch, il nome di questo tipo di cinema deriva dalla grind policy, una strategia di programmazione risalente al 1920 che si basava su proiezioni a getto continuo con biglietti a prezzo basso, che aumentava col passare dei giorni. Questa pratica d'esercizio era differente da quella, molto più comune all'epoca nei grandi teatri urbani spesso appartenenti agli studios, di programmare pochi spettacoli al giorno con prezzi variabili in base alla seduta.